# Gaios
Gaios (grec: Γάϊος o Γάης) és la capital de l'illa grega de Paxos. Situada a la costa est de l'illa, és la població més gran amb una població de 1.326 habitants. N'és també el port principal, d'on Paxos es connecta amb Corfú. La ciutat rep el nom d'un deixeble de Sant Pau l'apòstol, que segons la llegenda va convertir l'illa al cristianisme.
Al port es troben dos illots: Aios Nikólaos (grec: Άγιος Νικόλαος, 'Sant Nicolau') i Panaià (grec: Παναγία). A Aios Nikólaos hi ha un castell venecià, un molí de 1423 i dues esglésies. A Panaià hi ha un monestir consagrat a Maria.